# Prior do Crato
O título de Prior do Crato, atribuído ao superior da Ordem dos Hospitalários em Portugal, deve-se aos extensos domínios do Crato, doados por D. Sancho II à Ordem, em 1232.
A Ordem teve, em Portugal, a sua primeira sede em Leça do Balio, chamando-se então o seu Chefe Prior de Leça, e só em 1340 se verificou a sua mudança para o Crato, cujo priorado se transformou em cabeça da Ordem, após a batalha do Salado.
Em 1789 os bens da Ordem passaram para a Casa do Infantado, a qual foi extinta em 1834.

## Priores do Hospital em Portugal
Nota: esta lista encontra-se incompleta; à esquerda devem constar as datas de ascensão, que não foi possível apurar, pelo que as datas providenciadas são as de nascimento e óbito dos priores, na tentativa de estabelecer uma cronologia. Ver, por todos, A Cruz da Ordem de Malta nos Brasões Autárquicos Portugueses, da autoria de António Brandão de Pinho.
| #   | Retrato          | Nome    | Início de mandato | Fim de mandato | Notas | Soberano |
| --- | ---------------- | ------- | ----------------- | -------------- | ----- | -------- |
| ??º |                  | [[]]    | 1                 | 1              |       |          |
| ??º | [[File:\|100px]] | a (1–1) | 2                 | 7 4            |       |          |

- 1232 - D. Frei Mem Gonçalves, 1.º Prior de Leça
- 1235? - D. Frei Rodrigo Gil, 2.º Prior de Leça
- 1260-1276 - D. Frei Afonso Pires Farinha (filho de Pedro Salvadores de Góis), senhor de Góis, de Paradela, de Miranda do Corvo e da Honra da Farinha Podre. Comendador de Rio Meão, Corregedor dos Feitos do Reino e do Conselho de El-Rei. Membro da regência da rainha D. Beatriz de Portugal.
- D. Frei Gonçalo Pereira, bispo de Évora, bispo de Lisboa e arcebispo de Braga Primaz das Espanhas (pai de D. Frei Álvaro Gonçalves Pereira)
- (1335-1375/c. 1379) - D. Frei Álvaro Gonçalves Pereira (pai de D. Frei Pedro Álvares Pereira e de D. Nuno Álvares Pereira), último Prior de Leça e 1.º Prior do Crato em 1341
- (1375/c. 1379-14 de Agosto de 1385) - D. Frei Pedro Álvares Pereira (irmão mais velho de D. Nuno Álvares Pereira)
- (27 de Maio de 1386-1400) D. Frei Álvaro Gonçalves Camelo
- (1400-1419) - D. Frei Lourenço Esteves de Góis (pai de D. Frei Nuno Gonçalves de Góis)
- (1419-1440) - D. Frei Nuno Gonçalves de Góis, 5.º Prior do Crato
- (1440-1443) - D. Frei Afonso Pires Sardinha
- 1442-1448 - D. Frei Henrique de Castro
- 1448-1453 - D. Frei João de Ataíde (irmão do 1.º conde de Atouguia)[3]
- 1453-1487 - D. Frei Vasco de Ataíde (irmão do anterior)[3]
- D. Frei Vasco Martins de Gomide
- 1487-1505 - D. Frei Diogo Fernandes de Almeida, 6.º Prior do Crato
- D. Frei João Coelho
- 1508-1522 - D. Frei D. João de Menezes
- (1527-1555) - D. Frei Luís de Portugal, Duque de Beja (segundo filho de D. Manuel I)
- (1555-1595) D. Frei António I de Portugal rei de Portugal (filho de D. Luís, Duque de Beja)
- Arquiduque D. Frei Alberto de Áustria
- D. Frei Manuel de Melo
- 1673 -  D. João de Mascarenhas, 1.º Marquês de Fronteira -Grão-prior do Crato.
- ? - 1742 - D. Francisco, Duque de Beja (filho de D. Pedro II de Portugal) (grão-prior)
- ? - 1786 - D. Pedro III de Portugal (grão-prior)
- 1828-1834 - D. Miguel I de Portugal (grão-prior)
- 1846-1857 - D. Guilherme Henriques de Carvalho, cardeal-Patriarca de Lisboa (grão-prior)